# تامی دویل
تامی دویل (زاده ۱۷ اکتبر ۲۰۰۱) یک بازیکن فوتبال اهل انگلستان است. وی هم اکنون برای باشگاه فوتبال ولورهمپتون واندررز بازی می‌کند
پیش از آن به ترتیب در باشگاه‌های کاردیف سیتی، هامبورگ، منچستر سیتی و شفیلد یونایتد بازی کرده بود.